# La cena
La cena (br: O Jantar ; pt: La cena) é um filme de produção ítalo-francesa de 1998, dirigido por Ettore Scola.

## Sinopse
O filme se passa em um restaurante desde a chegada de seus clientes até o fechamento.
Ettore Scola aborda os dramas particulares de cada mesa, na duração de um jantar: um professor e sua aluna-amante, a mãe e a filha, uma mulher fatal, um diretor de teatro e um ator, entre outros. Inclui ainda um observador solitário (Vittorio Gassman), a discreta paixão do maitre pela proprietária Flora (Fanny Ardant) e o cozinheiro comunista e seus atritos com o garçon preguiçoso.